# Polymixis statices
Polymixis statices är en fjärilsart som beskrevs av Charles Stuart Gregson 1869. Polymixis statices ingår i släktet Polymixis och familjen nattflyn. Inga underarter finns listade i Catalogue of Life.